# Xã Lincoln, Quận Ringgold, Iowa
Xã Lincoln (tiếng Anh: Lincoln Township) là một xã thuộc quận Ringgold, tiểu bang Iowa, Hoa Kỳ. Năm 2010, dân số của xã này là 144 người.